# Xerxes II de Pèrsia
Xerxes II va ser "Rei de reis" de l'Imperi Persa cap a la fi de l'any 424 aC i principis del 423 aC. Era fill d'Artaxerxes I de Pèrsia Longimanus i de la reina Damàspia i era l'hereu designat. Només és conegut pels escrits de Ctèsies de Cnidos.
El seu pare encara era viu el 24 de desembre del 424 aC i el va succeir quan va morir. Els perses el van reconèixer com a rei, però el seu germà bastard Sogdià, nascut de la concubina Alogine de Babel, que havia estat reconegut a la Susiana, el va fer assassinar abans dels dos mesos de ser proclamat i es va coronar al seu lloc (febrer del 424 aC). Els assassins van ser Menostanes i Farnacies, durant una festa amb el rei en la qual es va beure molt. El 10 de gener del 423 aC son germanastre Darios II, sàtrapa d'Hircània, ja feia servir el títol reial però probablement no era encara reconegut per cap més satrapia. El juliol del 423 aC, Darios II va fer assassinar Sogdià.